# Chico Xavier
Francisco Cândido Xavier, detto Chico (Pedro Leopoldo, 2 aprile 1910 – Uberaba, 30 giugno 2002), è stato uno scrittore e filantropo brasiliano.
Medium del movimento spiritista brasiliano, Francisco Cândido Xavier, più conosciuto come Chico Xavier, ha prodotto più di 450 libri che sarebbero stati scritti tramite la psicografia; libri che hanno venduto più di 50 milioni di copie
Donò in beneficenza tutto il ricavato delle sue opere letterarie.

## Biografia

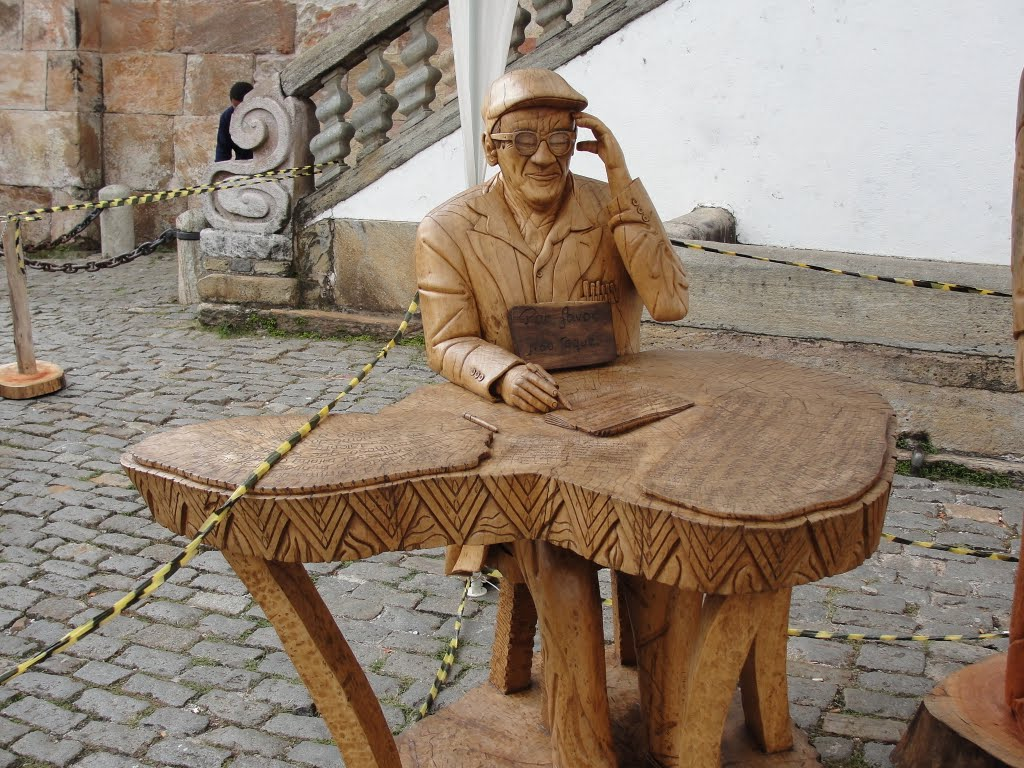
Statua lignea di Chico Xavier a Ouro Preto

### Infanzia
Nato nel seno di una famiglia umile, Francisco ha avuto nove fratelli. Il padre, João Cândido Xavier, era un venditore di biglietti di lotteria, e la madre, Maria João de Deus, una lavandaia cattolica. Entrambi erano analfabeti. Secondo i biografi, la medianicità di Chico si sarebbe manifestata per la prima volta a quattro anni di età, quando rispose al padre su argomenti scientifici durante una conversazione con una donna sulla gravidanza. Diceva che vedeva e sentiva gli spiriti e parlava con loro.

### Gli abusi della madrina
Sua madre muore quando Francisco aveva solo cinque anni. Incapace di badare a tutti i nove figli da solo, il padre affida i bambini a diversi parenti. Nei primi due anni, Francisco è cresciuto dalla madrina, una vecchia amica di sua madre, Rita de Cássia, che subito dimostra di essere una persona crudele; lo veste come una bambina e lo picchia spesso, inizialmente senza nessun motivo, e più tardi affermando che il "bambino ha il diavolo in corpo".
Gli unici momenti di pace che ha consistono nei dialoghi con lo spirito di sua madre, che comunica con lui da quando è morta. Il bambino la vede per la prima volta dopo una preghiera all'ombra di un banano nel cortile di casa. In questi contatti, lo spirito della madre gli consiglia "la pazienza, la rassegnazione e la fede in Gesù". La madrina badava anche ad un altro figlio adottivo, Moacir, che soffriva di una ferita incurabile alla gamba. Rita decide di seguire un metodo di un guaritore mistico, che consiste nel fare leccare la ferita da un bambino per tre venerdì di seguito, compito assegnato al piccolo Francisco. Disgustato dall'imposizione, Francisco parla di nuovo con lo spirito della madre, che gli consiglia di "leccare con pazienza". Lo spirito spiega che quel metodo "non è una medicina, ma potrebbe calmare l'ira della madrina", e che spiriti amici si sarebbero occupati della guarigione della ferita. In effetti, quando la gamba di Moacir guarisce, Rita de Cassia migliora il suo modo di trattare Francisco.

### La matrigna
Il padre si risposa e la nuova matrigna, Cidalia Batista, chiede la riunione dei nove figli. Francisco ha allora sette anni. La coppia ha altri sei figli. Su insistenza della matrigna, il ragazzo viene iscritto alla scuola pubblica. Durante questo periodo, lo spirito di Maria João smette di manifestarsi. Il giovane Francisco, per aiutare con le spese di casa, inizia a lavorare vendendo verdure del giardino di casa.
A scuola come a casa, i poteri paranormali di Francisco continuano a causare problemi. Durante una lezione in 4º elementare, dice di aver visto un uomo che ha dettato le sue composizioni di scuola, ma nessuno gli dà ascolto, e anche l'insegnante stessa non dà importanza alla cosa. Una sua redazione ha vinto la menzione d'onore in un concorso di stato sulle composizioni scolastiche commemorative del centenario dell'indipendenza del Brasile nel 1922. Ha poi affrontato l'incredulità dei colleghi, che lo accusavano di plagio, accusa che ha portato sulle spalle per tutta la vita. Per dimostrare le sue doti, Francisco accetta la sfida di improvvisare una redazione su un granello di sabbia, tema scelto a caso, sfida che lui (con l'ausilio di uno spirito) sostiene con successo.
Spaventato dalla medianicità del giovane, il padre vuole ricoverarlo. Il prete Scarzelli esamina Francisco e conclude che sarebbe un errore ricoverarlo, poiché si tratta solo di  "fantasie da bambino". Scarzelli semplicemente consiglia alla famiglia di limitare le sue letture (secondo lui motivo dalle fantasie) e trovargli un posto di lavoro. Francisco allora inizia a lavorare come operaio in una fabbrica tessile, dove è sottoposto ad una rigorosa disciplina che gli lascerà il segno per tutta la vita.
Nel 1924 finisce la scuola elementare, dopodiché non frequenterà alcuna scuola. Comincia a lavorare come cassiere, facendo ancora lunghe giornate con molte ore di lavoro. Francisco è ancora cattolico devoto ma nonostante tutte le penitenze e le innumerevoli costrizioni prescritte dal prete Scarzelli suo confessore, continua ad avere visioni e a parlare con gli spiriti.

### Contatto e adesione alla dottrina spiritista
Nel 1927, all'età di diciassette anni, Francisco perde la matrigna Cidalia e si trova davanti alla pazzia di una sorella, che scopre, con l'aiuto di uno spirito, essere causata da un processo di ossessione spirituale. Consigliato da un amico, Francisco inizia lo studio dello Spiritismo. Presto lascia la dottrina cattolica e diviene uno spiritista convinto.

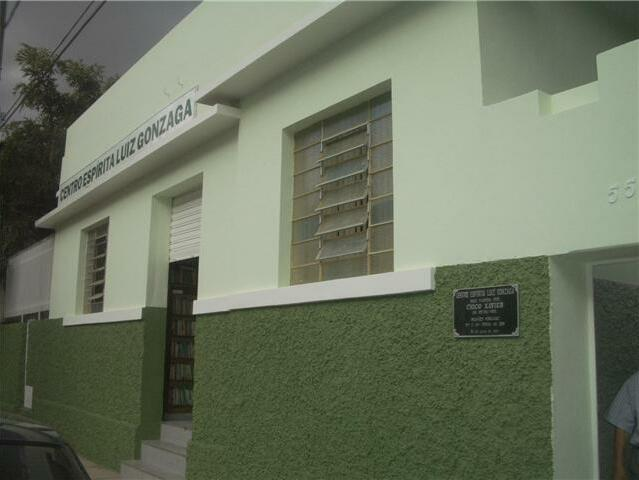
Centro Spiritico a Pedro Leopoldo, dove Chico Xavier iniziò le prime psicografie.

Nel maggio dello stesso anno, riceve un nuovo messaggio da sua madre morta, in cui gli viene consigliato lo studio dei libri di Allan Kardec, un autore francese. Nel mese di giugno, aiuta a fondare il Centro Espírita Luiz Gonzaga (Centro Spiritico Luiz Gonzaga) , in una umile casa di legno di proprietà di suo fratello. Nel mese di luglio, orientato dagli spiriti benefattori che parlano con lui, inizia la pratica della scrittura automatica o psicografia, scrivendo ben diciassette pagine. Nei quattro anni successivi, perfeziona questa capacità che, come riportato in un comunicato sul libro Parnaso de Além-Túmulo, arriva a una maggiore chiarezza solo alla fine del 1931.
In questo modo, tramite la sua medianità, hanno iniziato a manifestarsi diversi poeti morti, che sono stati identificati solo dopo il 1931. Nel 1928 cominciò a pubblicare i suoi primi messaggi psicografati nei periodici O Jornal di Rio de Janeiro e nell'Almanaque de Notícias del Portogallo.

### Le prime opere
Nel 1931, a Pedro Leopoldo, ha iniziato la psicografia del Parnaso de Além-Túmulo. Quest'anno, che segna il raggiungimento della età adulta del medium, è anche l'anno dell'incontro con il suo mentore spirituale Emmanuel, "... sotto l'ombra di un albero sul bordo di una diga ..." (SOUTO MAIOR 1995: 31). Il mentore lo informa sulla missione di psicografare una serie di trenta libri e gli spiega che per farlo è necessario superare tre condizioni: "disciplina, disciplina e disciplina".
Severo ed esigente, il mentore gli ordinò di rimanere fedele a Gesù e Kardec, anche in caso di conflitto con il suo orientamento. Più tardi, il medium ha scoperto che Emmanuel era stato il senatore romano Publio Lentulo, poi rinato come schiavo e sostenitore del cristianesimo e, in una reincarnazione successiva, sarebbe stato il padre gesuita Manuel da Nóbrega, collegato all'evangelizzazione del Brasile.
Nel 1932 è stata pubblicata l'opera Parnaso de Além-Túmulo dalla Federazione Spirita Brasiliana (FEB). L'opera, una raccolta di poesie dettate da spiriti di poeti brasiliani e portoghesi, ha avuto una grande ripercussione su stampa e opinione pubblica brasiliane, e ha provocato stupore tra gli scrittori brasiliani, i quali hanno in genere reagito positivamente impressionati dal libro. L'impatto è ulteriormente aumentato quando hanno saputo che l'opera era stata scritta da un "modesto impiegato" di una merceria in un paesino dello stato di Minas Gerais, che aveva a malapena completato le scuola primaria.
I diritti d'autore delle sue opere sono concessi in beneficenza. In questo periodo inizia il suo rapporto con Manuel Quintão e Wantuil de Freitas. Sempre in questo periodo, scopre di essere malato di cataratta oculare, un problema che lo accompagnerà per tutta la vita.
Continua quindi con il suo lavoro di dattilografo su una fattoria modello, iniziato nel 1935, e nel frattempo svolge i suoi compiti nel Centro Espirita Luiz Gonzaga, servendo i bisognosi con ricette mediche, consigli morali e psicografando le opere dall'aldilà. Il gestore della fattoria era l'agronomo Rômulo Joviano, anche lui spiritualista, che, oltre a ottenere il lavoro per Chico, lo aiutava ad avere la pace necessaria per i lavori di psicografia, organizzando anche le riunioni del Centro Spirita Luiz Gonzaga, del quale sarebbe diventato presidente. Proprio in questo periodo in cui psicografava nella cantina della casa di Joviano, Chico scrisse una delle sue più grandi opere, intitolata "Paulo e Estevão.
Allo stesso tempo, iniziò una lunga serie di rifiuti di doni e distinzioni, che durerà per tutta la vita, come quello di Fred Figner, che gli lasciò in eredità una grossa somma in un testamento, trasmesso dal medium a FEB per uso benefico. Fred Figner, il grande uomo d'affari, fondatore di Casa Edison, pioniere delle registrazioni musicali in Brasile, che aveva una rubrica su Espiritismo, ha tenuto una corrispondenza durata più di 17 anni con Chico Xavier. Un anno dopo la morte di Figner, nel 1948, Chico Xavier psicografa il libro Voltei, firmato dallo spirito di "Fratello Jacob", che sarebbe lo spirito di Figner. Questo libro è considerato di grande importanza nella cultura spiritista, in quanto contiene relazioni e raccomandazioni importanti per i seguaci della religione. Voltei è stato pubblicato solo nel 1949 ed è ancora un grande libro di vendita e lettura.

### Il caso Humberto de Campos
Durante gli anni '30 spiccava la pubblicazione dei romanzi attribuiti a Emmanuel e all'opera Brasil, Coração do Mundo, Pátria do Evangelho, attribuita allo spirito dello scrittore Humberto de Campos, dove la storia del Brasile è interpretata da una prospettiva spirituale e teologica. Quest'ultimo lavoro ha portato a una causa intentata dalla vedova del de Campos, che ha rivendicato i diritti d'autore per le opere psicografate in questo modo, in caso l'autenticità del famoso scrittore di Maranhão fosse stata confermata. La difesa di Chico Xavier fu sostenuta dalla FEB e risultò, in seguito, nel classico The Psychography Before the Courts, dell'avvocato Miguel Timponi. Nella sua sentenza, il giudice decise che il copyright si riferisse all'opera riconosciuta nella vita dell'autore, senza però che il tribunale riuscisse ad emettere un sentenza sull'esistenza o meno della medianità. Tuttavia, per evitare possibili future controversie, il nome dello scrittore defunto è, da allora, stato sostituito dallo pseudonimo di Fratello X. 

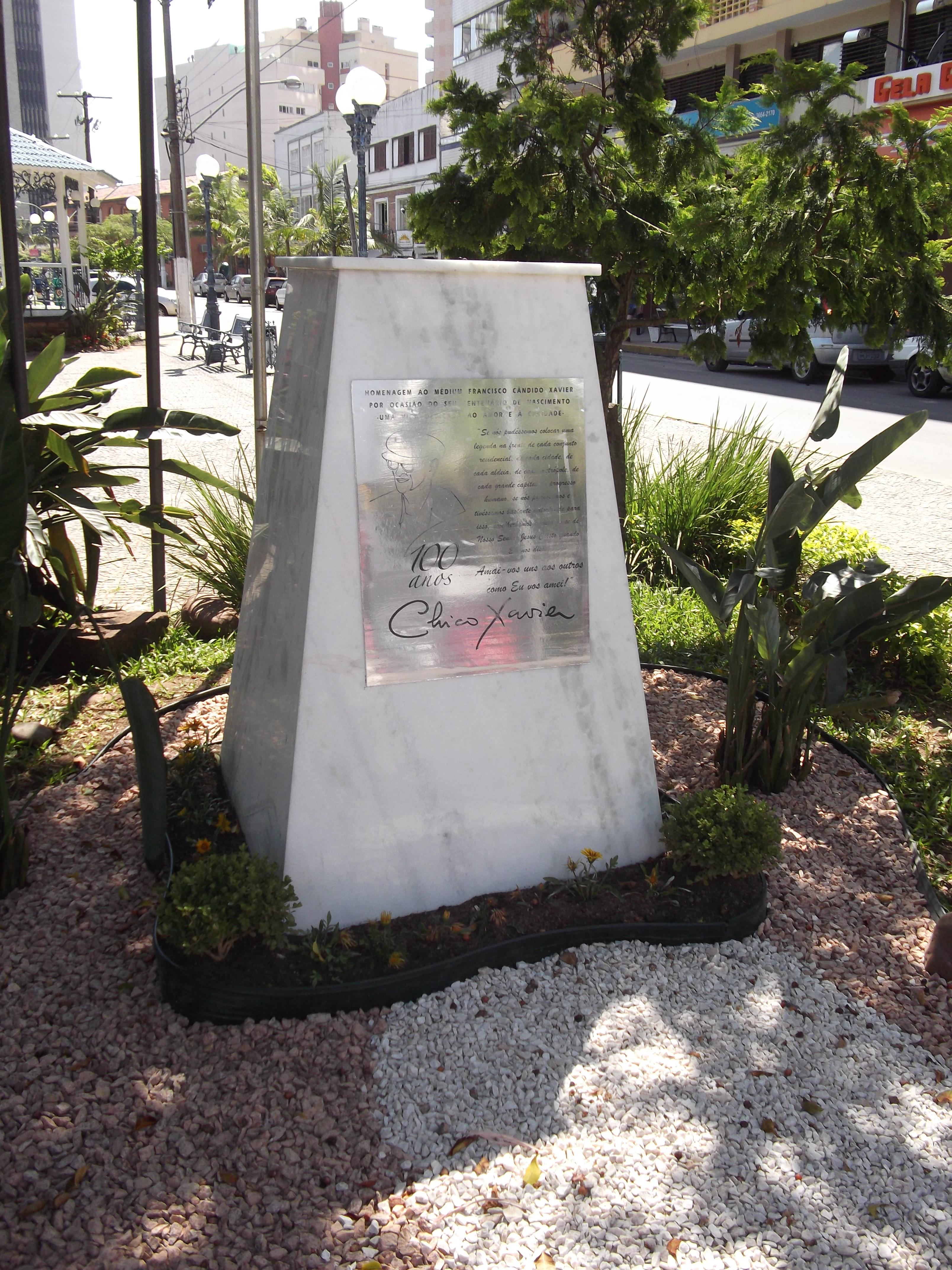
Monumento dedicato a Chico Xavier

### Psicografia
Chico Xavier affermò di possedere il «dono di comunicarsi con aldilà» dopo aver visto lo spirito di sua madre. Durante tutta la sua attività di medium scrisse più di 400 libri sostenendo di avere usato la psicografia, ovvero la scrittura sotto la guida di uno spirito che intende lasciare un messaggio scritto o anche un intero manoscritto, e quindi si è sempre ritenuto come coautore dei suoi libri (nonostante le case editrici lo riconoscano come autore), fatto, questo, che lo portò a donare in beneficenza l'intero ricavato della vendita di tutti i suoi libri.
La sua "guida spirituale" che lo accompagnò per tutta la sua vita si faceva chiamare Emmanuel, uno spirito che al tempo degli antichi romani sarebbe stato il senatore Publio Lentulo, reincarnatosi successivamente in Spagna con il nome di Padre Damiano e in Portogallo come Manuel da Nobrega, fondatore della città di San Paolo.
Gli scritti di Xavier sono considerati dai seguaci dello spiritismo brasiliano e mondiale come fondamentali per integrare la dottrina spiritista, soprattutto nei suoi aspetti pratici. Il contenuto delle sue opere non si allontana dalla dottrina spiritista codificata da Allan Kardec che si fonda, nella parte morale, nel Cristianesimo.
La "dottrina" di Xavier integra la disciplina spiritista ed il significato in precedenza attribuito alla parola "spiritismo" dai suoi sostenitori.

## Omaggi
- Fábio Jr. ha omaggiato il medium in una canzone intitolata per l'appunto Chico Xavier.
- Nel 2010 fu girato il film biografico Chico Xavier, del regista Daniel Filho.
- Chico Xavier fu eletto Mineiro del XX secolo, seguito da Santos Dumont e Juscelino Kubitschek.
- Nel 2012 fu eletto "O maior Brasileiro de todos os tempos" (Il più grande Brasiliano di tutti i tempi), dal canale televisivo SBT.
- Il regista Wagner de Assis ha omaggiato con il film Nosso Lar l'omonimo libro del 1944.

## Principali scritti psicografici

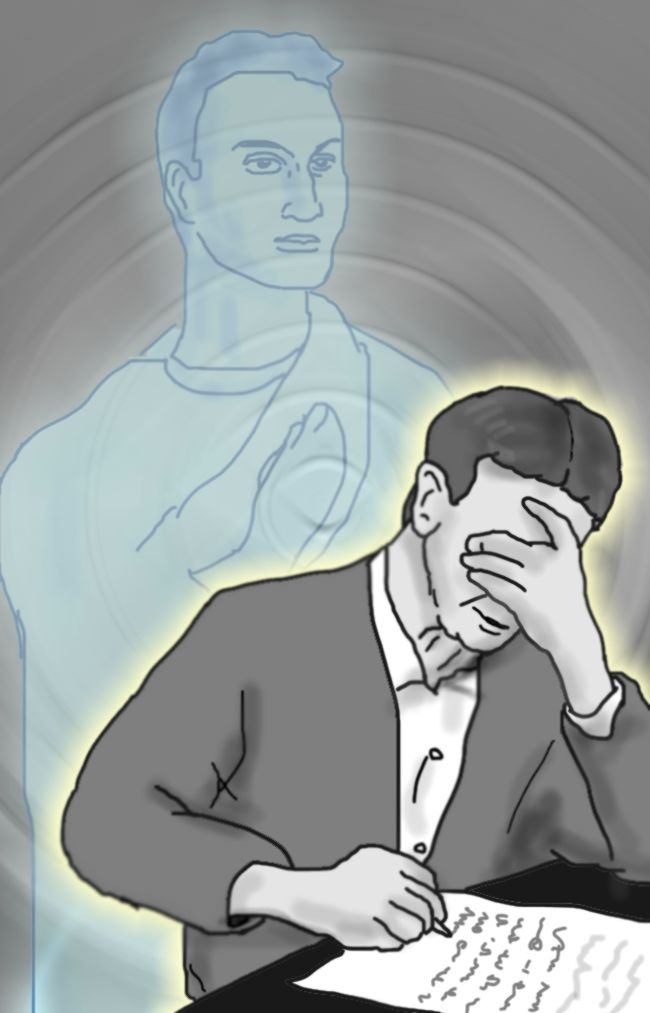
Allegoria che raffigura, secondo l'ottica spiritistica, Chico Xavier che scrive un messaggio trasmesso da Emmanuel (illustrazione di André Koehnne)

- 1932 - Parnaso de Além-Túmulo (FEB, prima opera pubblicata)
- 1937 - Crônicas de além-túmulo (FEB, prima opera dello spirito Humberto de Campos)
- 1938 - Emmanuel (FEB, prima opera dello spirito Emmanuel)
- 1938 - Brasil, Coração do Mundo, Pátria do Evangelho (FEB, pelo Humberto de Campos)
- 1938 - A Caminho da Luz (FEB, Emmanuel)
- 1939 - Há Dois Mil Anos (FEB, Emmanuel)
- 1940 - Cinqüenta Anos Depois (FEB, Emmanuel)
- 1941 - O Consolador (FEB, Emmanuel), Feb, 1941 (218.000 esemplari)
- 1942 - Paulo e Estevão (FEB, Emmanuel)
- 1942 - Renúncia (FEB, Emmanuel)
- 1944 - Nosso Lar (FEB, opera dello spirito André Luiz)
- 1944 - Os Mensageiros (FEB, André Luiz)
- 1945 - Missionários da Luz (FEB, André Luiz)
- 1946 - Lázaro Redivivo (FEB, prima opera dello spirito Irmão X, pseudonimo dello spirito Humberto de Campos, utilizzato dopo il processo intentato dalla famiglia di Humberto, che rivendicava parte dei proventi delle sue opere scritte in psicografia.)
- 1946 - Obreiros da Vida Eterna (FEB, André Luiz)
- 1947 - Volta Bocage (FEB, spirito Manuel Maria Barbosa Du Bocage)
- 1948 - No Mundo Maior (FEB, André Luiz)
- 1948 - Agenda Cristã (FEB, André Luiz)
- 1949 - Voltei (FEB, spirito Irmão Jacob)
- 1949 - Caminho, Verdade e Vida (FEB, Emmanuel)
- 1949 - Libertação (FEB, spirito André Luiz)
- 1950 - Jesus no Lar (FEB, spirito Neio Lúcio)
- 1950 - Pão Nosso (FEB, spirito Emmanuel)
- 1952 - Vinha de Luz (FEB, spirito Emmanuel)
- 1952 - Roteiro (FEB, spirito Emmanuel)
- 1953 - Ave, Cristo! (FEB, spirito Emmanuel)
- 1954 - Entre a Terra e o Céu (FEB, spirito André Luiz)
- 1955 - Nos Domínios da Mediunidade (FEB, spirito André Luiz)
- 1956 - Fonte Viva (FEB, spirito Emmanuel)
- 1957 - Ação e Reação (FEB, spirito André Luiz)
- 1958 - Pensamento e vida (FEB, spirito Emmanuel)
- 1959 - Evolução em Dois Mundos (FEB, spirito André Luiz)
- 1960 - Mecanismos da Mediunidade (FEB, prima opera in collaborazione col medium Waldo Vieira)
- 1960 - Religião dos Espíritos (FEB, sprito Emmanuel)
- 1961 - O Espírito da Verdade (FEB, spiriti vari)
- 1963 - Sexo e Destino (FEB, spirito André Luiz)
- 1968 - E A Vida Continua... (FEB, spirito André Luiz)
- 1970 - Vida e Sexo (FEB, pelo espírito Emmanuel)
- 1971 - Sinal Verde (Comunhão Espírita CristÃ, spirito André Luiz)
- 1977 - Companheiro (Instituto de Difusão Espírita, spirito Emmanuel)
- 1985 - Retratos da Vida (IDE/CEC, spirito Cornélio Pires)
- 1986 - Mediunidade e Sintonia (CEU, spirito Emmanuel)
- 1991 (?) - Queda e ascensão da Casa dos Benefícios (spirito Bezerra de Menezes)
- 1999 - Escada de Luz (CEU, spiriti vari, ultima opera pubblicata)

Alcune opere furono pubblicate post mortem.